# Paldenica
Paldenica (albanska: Paldenica, (serbiska: Palivodenica,) är en by i Kosovo. Den ligger i kommunen Hani i Elezit. Enligt den senaste folkräkningen år 2011 fanns det 1 723 invånare.

## Demografi
| Demografi | 2011 |
| --------- | ---- |
| albaner   | 1682 |
| bosnier   | 40   |
| annat     | 1    |